# Douglas King Hazen
Pour les articles homonymes, voir Hazen.
Douglas King Hazen (30 septembre 1885 - 4 juillet 1974) est un avocat et un homme politique canadien qui fut député fédéral du Nouveau-Brunswick.

## Biographie
Douglas King Hazen naît à Fredericton, au Nouveau-Brunswick. Son père est John Douglas Hazen, qui deviendra quelques années plus tard premier ministre du Nouveau-Brunswick.
Avocat de profession, Hazen se lance en politique en briguant le siège de la circonscription de Saint-Jean—Albert mais est battu en 1935 par William Michael Ryan. Il est en revanche élu le 26 mars 1940 face à Allan Getchell McAvity et réélu en 1945. Il perd toutefois son siège en 1949 face à Daniel Riley.